# سیارک ۵۸۰۸
سیارک ۵۸۰۸ (به انگلیسی: 5808 Babelʹ، نامگذاری:1987QV10) پنج هزار و هشتصد و هشتمین سیارک کشف شده‌است که در ۲۷ اوت ۱۹۸۷ کشف شد.
قدر مطلق سیارک برابر ۱۲٫۰۰ است.